# ClamWin
ClamWin es un antivirus libre para Microsoft Windows.  Provee una interfaz gráfica de usuario al motor ClamAV. El antivirus ClamWin viene con su propio instalador fácil de usar, siendo software libre y gratuito.

## Características
- Alto porcentaje de detección de virus y Programas espías.
- Planificador de búsqueda de virus.
- Actualizaciones automáticas de la base de datos de virus.
- Buscador de virus a petición del usuario.
- Integración con los menús contextuales de Microsoft Windows Explorer.
- Soporte de integración con Microsoft Outlook.
- Versión portátil sin instalación previa desde una memoria USB
- Extensión para Mozilla Firefox que permite el análisis de archivos descargados con ClamWin.[2]

## Escaneo en tiempo real
ClamWin no analiza automáticamente los archivos a medida que se leen y escriben. El equipo de desarrollo de ClamWin está investigando para añadir esta funcionalidad en futuras versiones.
El proyecto no afiliado Clam Sentinel proporciona una capacidad de escaneo en tiempo real a ClamWin.

## Actualizaciones
ClamWin tiene una base de datos de virus que se actualiza automáticamente cuando detecta la conexión a Internet. Un globo de notificación aparecerá en el icono de la barra de tareas cuando haya finalizado el proceso de actualización. Si no logra descargar las actualizaciones, el programa intentará establecer conexión con el servidor.
ClamWin también muestra una notificación cada vez que sale una nueva versión del antivirus lista para descargar e instalar. 

## Versión portátil
Existe una versión portátil que puede ser usada sin instalación previa desde una memoria USB, la página de Internet PortableApps.com da soporte a la versión portátil del antivirus, así como de varios productos.

## Clasificación
Según estudios de grupos de seguridad, Clamwin tiene un bajo índice de detección de malware, ubicándose en el número 43 de 55 antivirus comparados, la versión utilizada por el portal virus.gr es el 0.95.2 y obtuvo un porcentaje de detección de 52,48%, mientras que la mejor detección del test fue de 98.89%.
El 6 de septiembre de 2011 CNET dio a ClamWin una calificación de excelente, 4 de 5 estrellas.